# 青松院

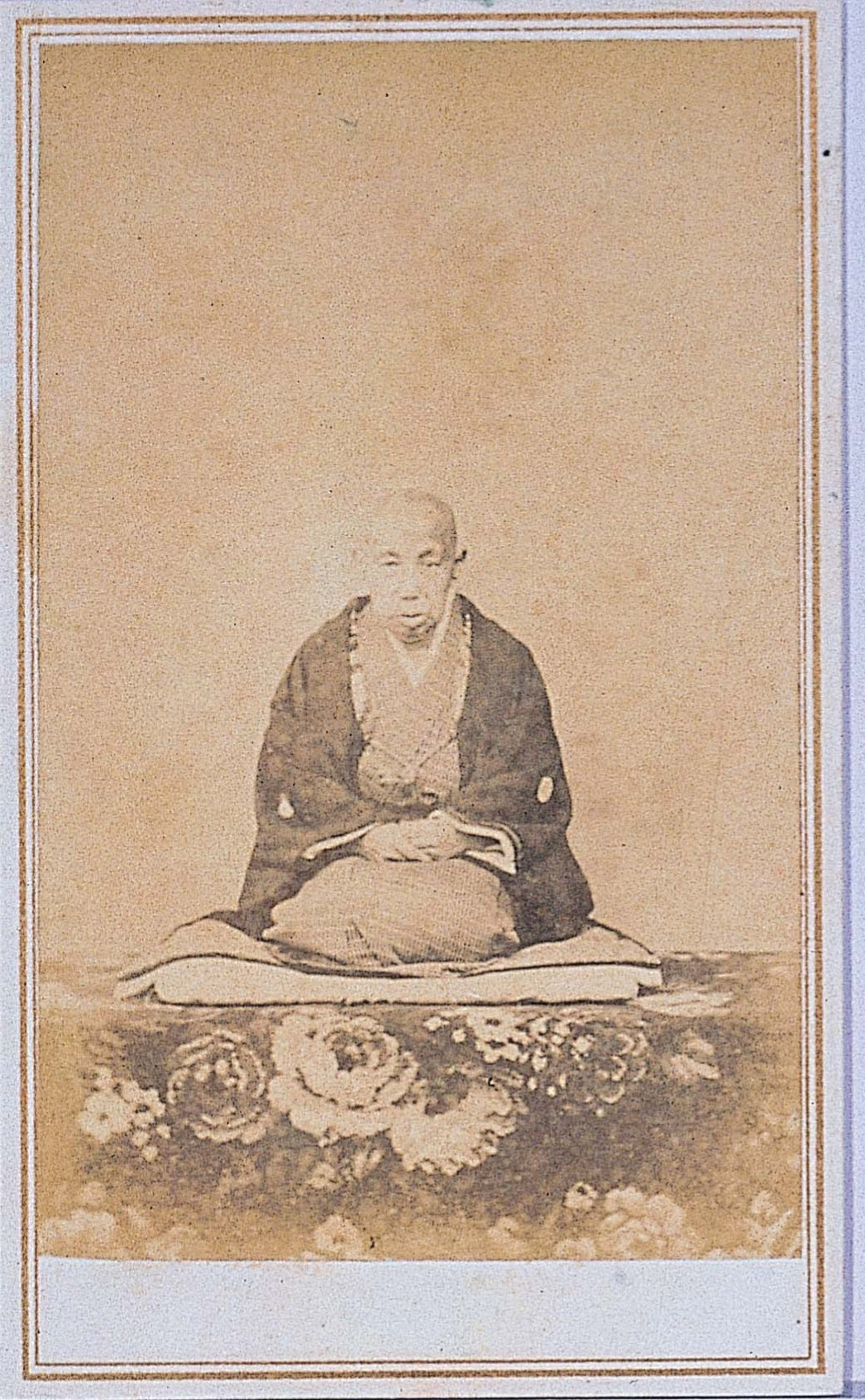
青松院

青松院（せいしょういん、寛政8年（1796年） - 明治4年（1871年））は、田安徳川家当主徳川斉匡の側室。松平春嶽、徳川慶臧、至姫、筆姫（鍋島直正室）の生母。閑院宮家司木村大進政辰の娘で、実名はれゐ（連以）。春嶽が切望して、実家の田安家から養子先の越前松平家に迎え入れた。

## 血縁
- 父：木村大進政辰 - 閑院宮家司
- 夫：徳川斉匡（1779年 - 1848年） - 田安徳川家3代
  - 子女
    - 至姫（1824年 - 1826年）
    - 松平春嶽（1828年 - 1890年） - 越前福井藩14代藩主
    - 筆姫、建子（1830年 - 1886年） - 佐賀藩主鍋島直正継室
    - 徳川慶臧（1836年 - 1849年） - 尾張藩13代藩主